# Jean Inness
Jean Inness est une actrice américaine née le 18 décembre 1900 à Cleveland, Ohio (États-Unis), décédée le 27 décembre 1978 à Santa Monica (Californie).

## Filmographie
- 1942 : Not a Ladies' Man de Lew Landers : Miss Morton
- 1942 : The Daughter of Rosie O'Grady de David Butler : Gouvernante
- 1942 : Wings for the Eagle de Lloyd Bacon : Personnel Woman
- 1942 : Blondie for Victory de Frank R. Strayer : Housewife of America
- 1942 : Diviser pour régner (Divide and Conquer) de Frank Capra
- 1942 : The Daring Young Man : Saleslady
- 1943 : Reveille with Beverly Charles Barton : Mrs. Oliver
- 1943 : The Hard Way : Flora Ames
- 1943 : Mister Big de Charles Lamont
- 1949 : Pinky : Viola
- 1949 : Mrs. Mike : Mrs. Mathers
- 1950 : La Cible humaine (The Gunfighter) : Alice Marlowe
- 1950 : Edge of Doom de Mark Robson : Mrs. Lally
- 1951 : L'Épreuve du bonheur (I'd Climb the Highest Mountain) d'Henry King : Mrs. Martha Salter
- 1951 : The Man with a Cloak de Fletcher Markle : Mrs. Inness, landlady
- 1955 : Bonjour Miss Dove : Nurse at Night
- 1956 : La Loi du Seigneur (Friendly Persuasion) : Mrs. Purdy
- 1957 : The Night Runner d'Abner Biberman : Miss Dodd
- 1957 : The Green-Eyed Blonde : Mrs. Nichols
- 1958 : Gun Fever : Martha
- 1960 : L'Histoire de Ruth (The Story of Ruth) : Hagah
- 1960 : Daniel Boone (feuilleton TV)
- 1961 : Le Jeune Docteur Kildare ("Dr. Kildare") (série TV) : Nurse Fain (1965-1966)
- 1968 : Le Bébé de Rosemary (Rosemary's Baby) : Sister Agnes
- 1969 Le Virginien saison 7 épisode 25 (Fox, Hound and the widow McCloud) : Clarissa McCloud